# Бронво
Бронво (фр. Bronvaux) насеље је и општина у североисточној Француској у региону Лорена, у департману Мозел која припада префектури Мец Кампањ.
По подацима из 2011. године у општини је живело 541 становника, а густина насељености је износила 344,59 становника/km². Општина се простире на површини од 1,57 km². Налази се на средњој надморској висини од 300 метара (максималној 354 m, а минималној 215 m).

## Демографија
| 1962. | 1968. | 1975. | 1982. | 1990. | 1999. | 2011. |
| ----- | ----- | ----- | ----- | ----- | ----- | ----- |
| 304   | 548   | 547   | 562   | 545   | 595   | 541   |

График промене броја становника у току последњих година